# .onion

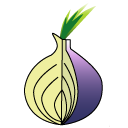
Logo da rede Tor

.onion é um sufixo de domínio de nível superior de uso especial que designa um serviço de host (semelhante ao conceito de .bitnet e .uucp, utilizados em épocas anteriores) utilizado para websites ou serviços usados na rede The Onion Router (de acrônimo Tor, roteamento em camadas) e na deep-web. Esses endereços não são DNS reais e o .onion TLD não está no Internet DNS root. Porém, com software de proxy instalado e com navegadores de internet, é possível aceder a websites .onion através da rede de servidores Tor, com o objectivo é dificultar o rastreamento, seja do fornecedor, receptor, intermediário, ou de um estranho.

## Formato
Os endereços/URL .onion pseudo-TLD são opacos, não mnemônicos, compostos por hashes de 16 caractéres alfa-semi-numéricos, gerados automaticamente com base na chave pública quando um serviço oculto do Tor é configurado; As URL .onion combinam letras e números quase aleatoriamente. Cada caractér de hashes de 16 caracterés pode conter qualquer letra do alfabeto e números decimais começados com 2 e terminados em 7, representando assim um número de 80 bits na base 32. Como por exemplo o website de pesquisa DuckDuckGo que tem o endereço na deep-web "https://duckduckgogg42xjoc72x3sjasowoarfbgcmvfimaftt6twagswzczad.onion/".
O nome "onion" (cebola, em inglês) refere-se ao onion routing, a técnica usada pelo Tor para alcançar o grau de anonimato.

## WWW para .onion Gateways
Proxies na rede Tor, como Tor2web, onion.to e onion.lu, permitem aceder aos serviços ocultos através de navegadores não-Tor para os motores de busca que não são Tor-aware. Ao usar um gateway, os utilizadores renunciam ao seu próprio anonimato e passam a confiar no gateway para receber as informações, mas tanto o gateway como o serviço oculto podem recolher os dados do navegador e o endereço de IP do utilizador. Para utilizar um gateway, substitua o sufixo de domínio .onion de qualquer serviço oculto por .tor2web.org, .onion.to ou .onion.lu.

## .exit
.exit é um pseudo-top-level domain usado pelo utilizadores do Tor para indiciar ao software Tor o exit node (nó de saída) prioritário que deve ser usado durante a ligação a um serviço oculto sem a necessidade de editar o arquivo de configuração (torrc)
A sintaxe usada para esses domínios é hostname + .exitnode + .exit, de modo que um utilizador que deseja se conectar a http://www.torproject.org/ através do node tor26 deve inserir a URL http://www.torproject.org.tor26.exit.
Exemplos de uso é aceder um site disponível apenas a determinados países ou verificar se um determinado node está a funcionar.
Os utilizadores também podem inserir unicamente exitnode.exit para aceder o endereço de IP do exitnode.
O .exit é desabilitado por padrão a partir da versão 0.2.2.1-alpha do Tor.

## Navegador
O Tor Browser é carro-chefe do Tor Project, um navegador web criado em 2008 sob o nome de Tor Browser Bundle por Steven J. Murdoch, uma versão modificada do navegador Mozilla Firefox Extended Support Release somado ao TorButton, TorLauncher, NoScript (extensão de HTTPS Everywhere) e, Tor proxy. Ele também pode ser usado nos sistemas Windows, macOS, ou Linux.
Este navegador impede que as pessoas rastreiem os sites que o usuário visita, a navegação é criptografada e redirecionada várias vezes para manter anônimo. Ao fim de uma sessão, o navegador exclui todos os dados de privacidade, como cookies de HTTP e histórico de navegação.